# Бенгальська рівнина
Бенгальська рівнина — рівнина на території Індії і Бангладеш, східна частина Індо-Гангської рівнини.
Рівнина займає загальну дельту річок Ганг і Брахмапутра. Ця дельта вважається найбільшою в світі, і рівнина простягається по меридіану на 370 км, а за широтою — приблизно на 500 км. Бенгальська рівнина, яка виходить до північного узбережжя Бенгальської затоки і має висоту не вище 200 м, схильна до частих повеней, що викликаються зливами і наганянням води із затоки. Сезон дощів тут триває з червня по жовтень. Прибережна смуга (рівнина Сундарбанс) зайнята джунглями, болотами і мангровими заростями.
Бенгальська рівнина є одним з найгустонаселеніших районів світу, головне заняття населення рівнини — землеробство.
| Земля | Це незавершена стаття з географії. Ви можете допомогти проєкту, виправивши або дописавши її. |